# Северо-Осетинский институт гуманитарных и социальных исследований
Северо-Осетинский институт гуманитарных и социальных исследований им. В. И. Абаева Владикавказского научного центра Российской академии наук и правительства Республики Северная Осетия — Алания (осет. Абайты Васойы номыл Цæгат Ирыстоны гуманитарон æмæ социалон иртасæнты институт) — научно-исследовательский институт во Владикавказе, Северная Осетия, крупнейший центр осетиноведения и кавказоведения на юге России.
Старейшее научное учреждение в структуре ВНЦ, созданное на базе Осетинского историко-филологического общества. В 1990-х СОИГСИ претерпел значительную реорганизацию, распавшись на три института, а в 1998 году был восстановлен и в 2000 году вошел в состав ВНЦ РАН.
Находится в здании бывшей гостиницы «Париж», являющемся памятником архитектуры культурного наследия России федерального значения.

## История
Институт основан на базе Осетинского историко-филологического общества при осетинской Учительской семинарии в 1919 году, получил статус Осетинского центрального научно-исследовательского института краеведения в 1925 г.
В первые годы работы Института его сотрудники начали кропотливо собирать и публиковать материалы по истории Осетии, готовили к печати и издавали сборники материалов, исследования по проблемам русско-осетинских отношений, переселения горцев в Турцию и другим. В послевоенные годы решением республиканского правительства был создан нартовский комитет, под патронажем которого институт подготовил к печати Сводный текст нартовского эпоса осетин, изданный в 1946 году. А в годы Великой Отечественной войны организовывались экспедиции, шла интенсивная работа с текстами, результатом которой стало издание нартовских сказаний на русском и осетинском языках.
В 1956 году Институтом мировой литературы им. А. М. Горького и Северо-Осетинским НИИ была проведена первая научная конференция по нартоведению, ставшая большим стимулом для дальнейшего развития этого научного направления. В 1989—1991 гг. вышло из печати первое издание осетинского нартовского эпоса в академической серии «Эпос народов СССР».
С 2000 г. Институт входит в состав Владикавказского научного центра Российской академии наук и Правительства Республики Северная Осетия — Алания и работает под научно-методическим руководством Отделения историко-филологических наук РАН.
В 2007 переименован в Учреждение Российской академии наук Северо-Осетинский институт гуманитарных и социальных исследований им. В. И. Абаева Владикавказского научного центра РАН и Правительства РСО—Алания, а с 2012 является Федеральным государственным бюджетным учреждением науки Северо-Осетинским институтом гуманитарных и социальных исследований им. В. И. Абаева Владикавказского научного центра РАН и Правительства РСО—Алания.

## Исследования
Главным направлением научной деятельности института является осетиноведение — цикл исследований по истории, языку, мифологии, фольклору осетин; вовлечение в мировой научный обиход духовно культурного наследия осетинского народа (скифо-сармато-аланской цивилизации) и выход на этой основе к современным гуманитарным и обществоведческим исследованиям. К числу наиболее актуальных проблем относятся также задачи академического кавказоведения, научная разработка проблем стабильности в Северо-Кавказском регионе и в России в целом.
Основные разработки института направлены в область истории, археологии, этнологии и социальной антропологии, языкознания, фольклористики, литературоведения и искусствоведения, социологии, этнополитики и демографии. По данным направлениям Институт действует совместно с Центром скифо-аланских исследований.

### Нарушения академической этики
По данным исследования Диссернет в СОИГСИ выявлено несколько сотрудников, являющихся фигурантами Диссернета из-за нарушений академической этики (всего 10 кейсов), из них двое принимали участие в «необоснованном присуждении ученых степеней в качестве научного руководителя» (З. В. Канукова — в 5-ти, С. А. Айларова — в 2-х), двое защитили кандидатские диссертации «с некорректными заимствованиями» (К. Р. Дзалаева, Э. Ш. Гутиева), один сотрудник опубликовал «некорректную статью» (Л. А. Чибиров). Издаваемый институтом журнал «Известия СОИГСИ» (специализация: История, Филология) считается «журналом со значительными нарушениями» ввиду наличия признаков некорректной редакционной политики"